# Rosario Borelli

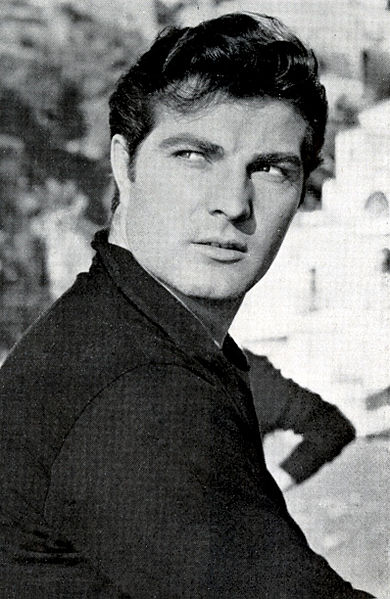
Rosario Borelli in 1954

Rosario Borelli (* 15. Dezember 1927 in Cerignola; † 1. Januar 2001 in Rom) war ein italienischer Schauspieler.

## Leben
Borelli war Ende der 1940er Jahre und zu Beginn des folgenden Jahrzehntes einer der beliebtesten Protagonisten in Fotoromanzi, in denen der gutaussehende, körperlich kräftige und mit ehrlichen Gesichtszügen ausgestattete Darsteller vor allem bei den weiblichen Lesern gut ankam. Eine Verfilmung einer solchen Fotogeschichte, die im „Tipo“ erschienen war, Vendetta di zingara, brachte Borelli 1950 neben dem Kollegen Sergio Raimondi auch die erste Kinorolle ein. Für das Kino wiederholte er bis 1962 immer wieder seine Darstellung des jugendlichen Helden, die er auch in den Fumetti innehatte. Bei diesen wechselte er bald die Seiten und war nun als Inszenator der Fotoromane verantwortlich. Nur selten gaben ihm Regisseure wie Eduardo De Filippo oder Luchino Visconti Gelegenheit, seine schauspielerischen Fähigkeiten breiter auszuspielen. Nach zehnjähriger Pause trat Borelli ab 1972 in zahlreichen Genrefilmen in Nebenrollen als schmieriger Gauner, Betrüger oder korrupter Politiker auf. Der auch als Richard Melvill geführte Schauspieler zog sich 1978 ins Privatleben zurück.
1959 erschien unter dem Namen Rosario Borelli & The Disc Jockeys eine Single.

## Filmografie (Auswahl)
- 1951: Vendetta di zingara
- 1951: O.K. Nero (O.K. Nerone)
- 1953: Schach dem Teufel (Beat the Devil)
- 1954: Magdalena – Tagebuch einer Verlorenen (Maddalena)
- 1960: Rocco und seine Brüder (Rocco e i suoi fratelli)
- 1962: Der goldene Pfeil (La freccia d'oro)
- 1972: Meine Kanone, mein Pferd… und deine Witwe (Tu fosa será la exacta… amigo)
- 1972: Pizza, Pater und Pistolen (Posate le pistole reverendo)
- 1973: Ci risiamo, vero Provvidenza?
- 1973: Crow (…E il terzo giorno arrivò il Corvo)
- 1973: Die gnadenlose Hand des Gesetzes (La mano spietata della legge)
- 1974: Ich polier Dir Deine Glatze (Colpo in canna)
- 1974: Der Mann ohne Gedächtnis (L'uomo senza memoria)
- 1974: Der Zeuge muß schweigen (Il testimone deve tacere)
- 1975: Flash Solo (Il giustiziere sfida la città)
- 1975: Die wilde Meute (Il tempo degli assassini)
- 1976: Blutiger Schweiß (Poliziotti violenti)
- 1976: Höllenhunde bellen zum Gebet (Con la rabbia agli occhi)
- 1976: Das Schlitzohr und der Bulle (Il trucido e lo sbirro)
- 1976: Der Stachel (Gli amici di Nick Hezard)
- 1976: Stadt in Panik (Paura in città)
- 1977: Der Erpresser (Armaguedon)
- 1977: Gangbuster (L'avvocato della mala)
- 1977: Die Gangster-Akademie (La banda del trucido)
- 1977: Die Gewalt bin ich (Il cinico, l'infame, il violento)
- 1977: Highway Racer (Poliziotto sprint)
- 1977: Die Kröte (La banda del gobbo)
- 1977: Süsse Sechzehn - Sweet Sixteen (La compagna di banco)
- 1978: Die große Offensive (Il grande attacco)
- 1978: Die Hauslehrerin (L'insegnante viene in casa)

## Diskografie
- 1959: Voglio vendere l'anima/Una bugia meravigliosa (Camden 45-CP-66)